# Liste von Arboreten
Die folgende Liste gibt einen Überblick zu Arboreten (lat. arbor „Baum“), also Baumsammlungen. Die Arboreten sind nach Ländern geordnet.

## Liste

### Belgien
- Arboretum Tervuren

### Deutschland
Siehe: Liste von Arboreten in Deutschland

### Finnland
- Arboretum Punkaharju

### Frankreich
Siehe: Liste von Arboreten in Frankreich

### Irland
- John-F.-Kennedy-Arboretum in der Grafschaft Wexford

### Italien
- Arboretum in Arco (Trentino)
- Park des Castello di Sammezzano in Reggello
- Botanischer Garten Hanbury in Ventimiglia

### Island
- Hallormsstaðaskógur

### Kroatien
- Arboretum Opeka bei Varaždin
- Arboretum von Trsteno bei Dubrovnik

### Lettland
- Kalsnava Arboretum bei Jaunkalsnava
- Arboretum im Botanischen Garten der Universität Lettlands in Riga
- Arboretum im Nationalen Botanischen Garten in Salaspils
- Arboretum im Drendologischen Park Skrīveri

### Litauen
- Arboretum Dubrava bei Kaunas
- Arboretum Troškūnai bei Anykščiai
- Arboretum Skinderiškis bei Kėdainiai

### Luxemburg
- Arboretum Kirchberg

### Niederlande
- Trompenburg Tuinen & Arboretum, Rotterdam
- Arboretum Poort Bulten, De Lutte[1]

### Österreich
- Botanischer Garten Frankenburg am Hausruck
- Arboretum Botanischer Garten der Stadt Linz
- Arboretum Waldpark in Laßnitzthal
- Arboretum südwestlich Paudorf
- Schaugarten im Stiftspark in Lilienfeld

### Polen
- Arboretum Wirty, Woiwodschaft Pommern
- Gołuchów, Woiwodschaft Großpolen
- Dendrologischer Garten Przelewice, Woiwodschaft Westpommern
- Arboretum Wojsławice, Niederschlesien

### Portugal
- Jardim do Cerco, Mafra

### Rumänien
- Edelkastanien Arboretum von Baia Mare (Arboretul de castan comestibil de la Baia Mare)
- Lawsons Scheinzypresse Arboretum von Sângeorgiu de Pădure (Sankt Georgen auf der Heide, Kreis Miresch) Arboretul de Chamaecyparis lawsoniana Sângeorgiu de Pădure
- Arboretum in Macea, Kreis Arad (Arboretul Macea)
- Arboretum in Simeria
- Dendrologischer Park Bazoș (Parcul Dendrologic Bazoș)
- Dendrologischer Park Carei (Parcul Dendrologic din Carei)
- Dendrologischer Park Dofteana, Kreis Bacău (Parcul dendrologic Dofteana, județul Bacău)
- Dendrologischer Park Hemeiuș (Parcul dendrologic Hemeiuș)

### Russland
- Dendrarium in Sotschi[2]

### Schweden
- Arboretum Norr in Umeå

### Schweiz
- Arboretum in Aubonne
- Arboretum Botanischer Garten Basel in Basel
- Arboretum Botanischer Garten Bern in Bern
- Arboretum Botanischer Garten Grüningen in Grüningen
- Arboretum am Mythenquai in Zürich
- Arboretum Freibad Allenmoos in Zürich
- Arboretum Botanischen Gartens «zur Katz» in Zürich
- Arboretum (neuer) Botanischer Garten Zürich der Universität Zürich

### Slowakei
- Tesárske Mlyňany bei Zlaté Moravce, der schönste Park der Slowakei

### Tschechien
- Arboretum Průhonice
- Arboretum Bílá Lhota

### Ukraine
- Dendrologischer Park Oleksandrija
- Sofijiwka-Park

### Türkei
- Karaca Arboretum, Yalova

### Iran
- Botanischer Garten von Nouschahr (Nouschahr)

### Kanada
- Dominion Arboretum (Ottawa)

### Vereinigte Staaten von Amerika
- Arnold-Arboretum (Boston, heute kein reines Arboretum mehr)
- Boyce Thompson Arboretum State Park (bei Superior (Arizona))
- Dinosaur State Park (Rocky Hill (Connecticut))
- Donald E. Davis Arboretum (Auburn (Alabama))
- Edith J. Carrier Arboretum (Harrisonburg (Virginia)) der James Madison University
- Jensen-Olson Arboretum (Juneau)
- Minnesota Landscape Arboretum (Chaska, Minnesota)
- Spring Grove Cemetery and Arboretum
- Troy University Arboretum (Troy (Alabama))
- United States National Arboretum (Washington, D.C.)
- University of Alabama Arboretum (Tuscaloosa)
- Washington Park Arboretum (Seattle)[3]
- William Bartram Arboretum (Wetumpka)

### Südkorea
- Korean National Arboretum (Gyeonggi-Do)

### Honduras
- Lancetilla Botanical Garden (bei Tela)

### Uruguay
- Arboretum Lussich (Punta del Este, Uruguay)

### Vereinigtes Königreich
- Bedgebury Pinetum, Kent, mehr als 12.000 Bäume
- Sir Harold Hillier Garden bei Romsey
- Howick Hall (Northumberland)
- Jodrell Bank Arboretum
- National Memorial Arboretum bei Lichfield
- Nottingham Arboretum
- Thenford House in Banbury, privates Arboretum von Michael Heseltine
- Tortworth Court bei Thornbury
- Westonbirt Arboretum
- Winkworth Arboretum bei Godalming

## Belege
1. ↑  HET ARBORETUM POORTBULTEN. Abgerufen am 15. August 2018 (niederländisch).
2. ↑  http://www.proplanta.de/Maps/Botanischer+Garten+Sotschi_poi1390563551.html
3. ↑  https://botanicgardens.uw.edu/washington-park-arboretum/